# Typ Wietrzno-Solina
Typ Wietrzno-Solina – jednostka kulturowa epoki żelaza okresu wpływów rzymskich. Stanowiska tej jednostki datowane są od 100 roku n.e do 250 roku.n.e (B2-C1a), zajmowały niewielką część środkowej oraz wschodniej strefy beskidzkiej w dorzeczach Sanu i Wisłoku. Charakterystycznym elementem tej jednostki kulturowej jest współwystępowanie elementów przeworskich oraz dackich.